# Фролинг, Кили
Кили Джейн Фролинг (англ. Keely Jane Froling; род. 31 января 1996 года, Таунсвилл, штат Квинсленд, Австралия) — австралийская профессиональная баскетболистка, которая выступает в женской национальной баскетбольной лиге за клуб «Джелонг Юнайтед». Играет на позиции тяжёлого форварда. Двукратная чемпионка ЖНБЛ (2019, 2020).
В составе национальной сборной Австралии выиграла бронзовые медали чемпионатов Азии 2021 года в Иордании и 2023 года в Австралии, ещё стала победительницей летней Универсиады 2017 года в Тайбэе и 2019 года в Неаполе, чемпионата Океании среди девушек до 17 лет 2011 года в Австралии, кроме того принимала участие на чемпионате мира среди девушек до 17 лет 2012 года в Голландии.

## Ранние годы
Кили Фролинг родилась 31 января 1996 года в городе Таунсвилл (штат Квинсленд) в семье Шейна и Дженни Фролинг, у неё есть сестра-близнец Алисия, которая тоже выступает в женской национальной баскетбольной лиге за команду «Таунсвилл Файр», и два младших брата, Гарри и Сэм, которые играют в национальной баскетбольной лиге за клуб «Иллаварра Хокс». Её отец двадцать лет играл в НБЛ за «Таунсвилл Крокодайлс», а мать четыре раза становилась чемпионкой ЖНБЛ. Училась в городе Канберра в колледже Лейк-Джинниндерра, в котором выступала за местную баскетбольную команду.